# Alchemilla haumannii
Alchemilla haumannii é uma espécie de rosácea do gênero Alchemilla, pertencente à família Rosaceae.